# Wurlali
Wurlali je v současnosti nečinná sopka ve východní části indonéského ostrova Damar. V rámci vulkanického ostrovní oblouku v Bandském moři se jedná o nejjižněji umístěnou sopku. Wurlali, vysoká 868 m, spočívá na severním okraji starší, asi 5 km široké kaldery. Vrchol hory zakončuje dvojice kráterů, v nichž se nachází aktivní fumaroly a těžitelné ložisko síry. Jediná zaznamenaná erupce proběhla v červnu 1892.